# Behaviour Santiago
Behaviour Santiago (antes conocida como Wanako Games), oficialmente Behaviour Interactive Chile Ltda., fue una empresa chilena de videojuegos dedicada a la producción de juegos casuales para PC y para las consolas Xbox 360, Wii y PlayStation 3, entre otras plataformas. Se le consideró el mayor estudio de desarrollo de videojuegos en América Latina.

## Historia
Los fundadores de la empresa fueron los argentinos Esteban Sosnik, Tiburcio de la Cárcova, Santiago Bilinkis y Wenceslao Casares (el fundador de Patagon), quienes se asociaron con los chilenos Benjamín Prieto, Juan Pablo Lastra y los hermanos Andrés y Carlos Bordeaux. Se le llamó "Wanako" por la estancia "Los Guanacos", en la Patagonia argentina, donde vivió Casares.
Comenzaron en 2002 con cinco empleados, llegando a los 50 trabajadores en 2008. La empresa tuvo una oficina en Nueva York y el mayor estudio de desarrollo de videojuegos en Latinoamérica, en la comuna de Providencia, en Santiago de Chile. Sus títulos fueron desarrollados con una herramienta propietaria llamada Tongas.
En febrero de 2007, el estudio fue adquirido por la empresa Vivendi Games en US$10 millones, quedando bajo el alero de Sierra Online, la división de Vivendi encargada de la producción de juegos en línea y que hasta entonces había sido la distribuidora de Wanako Games. Casares se retiró de la compañía tras la venta.
En julio de 2008, el estudio sufrió el robo de sus equipos de desarrollo de videojuegos -únicos en Latinoamérica- en su estudio de Providencia. Según explicó De la Cárcova, la gravedad del hecho fue que Sony y Microsoft son reticentes a vender sus equipos a empresas latinoamericanas debido a la inseguridad de la región, y habían confiado en que la compañía los resguardaría bien.
A fines de 2008, Sosnik y de la Cárcova renunciaron a la empresa para fundar Atakama Labs. Otra empresa chilena de videojuegos, ACE Team, fue también formada por extrabajadores de Wanako Games.
En diciembre de 2008, la compañía fue adquirida por la empresa canadiense Artificial Mind and Movement, que en noviembre de 2010 recobró su denominación previa de Behaviour Interactive, cambio de nombre que también incluyó a Wanako Games.
En noviembre de 2017, se anunció el cierre de Behaviour Santiago para potenciar el trabajo realizado por Behaviour Interactive en Montreal. 30 personas perdieron su empleo en el proceso, pero a algunos se les ofreció continuar en el equipo principal de Behaviour en Canadá.

## Reconocimientos
IGN premió a Assault Heroes como el mejor juego de 2006 para Xbox Live Arcade. En marzo de 2007, la revista Forbes escogió al mismo título como uno de los mejores videojuegos de bajo costo.
Arkadian Warriors fue nominado en la categoría "Mejor Juego Cooperativo Multijugador" de 2007 en los Xbox Live Arcade Awards que otorga Microsoft.
En 2007, el estudio recibió el premio AVONNI al "Emprendimiento Innovador".
En 2010, Doritos Crash Course (Xbox) y Tetris PSN (PS3) fueron los más descargados del año en sus respectivas tiendas. Ese mismo año, la votación de los fanes le dio el triunfo a Doritos Crash Course en la competencia Doritos Unlock Xbox Challenge.
Fallout Shelter fue galardonado como el "Mejor Juego para Dispositivos Móviles" de 2015 en los Premios Golden Joystick y en los Premios D.I.C.E., y fue nominado para la misma categoría en los premios The Game Awards.
SpongeBob: HeroPants fue nominado en la categoría "Videojuego Favorito" en los Nickelodeon Kids' Choice Awards de 2016.

## Títulos
| Como Wanako Games                | Como Wanako Games                           | Como Wanako Games                                           | Como Wanako Games |
| Año                              | Título                                      | Plataforma(s)                                               | Ref.              |
| -------------------------------- | ------------------------------------------- | ----------------------------------------------------------- | ----------------- |
| 2004                             | Phoenix Assault                             | PC                                                          | [ 25 ]            |
| 2004                             | Groove-O-Matic                              | PC                                                          | [ 25 ]            |
| 2004                             | Blackhawk Striker 2                         | PC                                                          | [ 25 ]            |
| 2004                             | Cut to the Beat                             | PC                                                          | [ 9 ]             |
| 2004                             | Ford Virtual Racing                         | PC                                                          | [ 25 ]            |
| 2005                             | Tornado Jockey                              | PC                                                          | [ 26 ]            |
| 2005                             | Jewel Thief                                 | PC                                                          | [ 9 ]             |
| 2005                             | EverGirl                                    | PC                                                          | [ 25 ]            |
| 2005                             | Polar Tubing                                | PC                                                          | [ 25 ]            |
| 2006                             | Assault Heroes                              | PC, PS3, Xbox 360                                           | [ 25 ]            |
| 2006                             | Blasterball 3                               | PC                                                          | [ 9 ]             |
| 2006                             | 3D Ultra Minigolf Adventures                | PC, Xbox 360                                                | [ 26 ]            |
| 2007                             | Arkadian Warriors                           | PC, Xbox 360                                                | [ 27 ]            |
| 2007                             | Sea Life Safari                             | PC, Xbox 360                                                | [ 9 ]             |
| 2008                             | Assault Heroes 2                            | PC, Xbox 360                                                | [ 28 ]            |
| 2009                             | Revenge of the Wounded Dragons              | PS3                                                         | [ 27 ]            |
| 2010                             | 3D Ultra Minigolf Adventures 2              | PS3, Xbox 360                                               | [ 27 ]            |
| 2010                             | Doritos Crash Course                        | Xbox 360                                                    | [ 26 ]            |
| 2010                             | Tetris PSN                                  | PS3                                                         | [ 20 ]            |
| Como Behaviour Interactive Chile |                                             |                                                             |                   |
| Año                              | Título                                      | Plataforma(s)                                               | Ref.              |
| 2011                             | Ghostbusters: Sanctum of Slime              | PC, PS3, Xbox 360                                           | [ 26 ]            |
| 2011                             | Wipeout in the Zone                         | Xbox 360                                                    | [ 29 ]            |
| 2011                             | Wipeout 2                                   | Android, iOS, Kindle Fire, Nintendo 3DS, PS3, Wii, Xbox 360 | [ 26 ] [ 30 ]     |
| 2011                             | Voltron: Defender of the Universe           | PS3, Xbox 360                                               | [ 31 ]            |
| 2012                             | Ice Age 4: Continental Drift-Arctic Games   | Nintendo 3DS, Nintendo DS, PC, PS3, Wii, Xbox 360           | [ 32 ]            |
| 2013                             | Doritos Crash Course 2                      | Xbox 360                                                    | [ 33 ]            |
| 2014                             | Crash Course Go!                            | PC                                                          | [ 34 ]            |
| 2015                             | SpongeBob: HeroPants                        | Nintendo 3DS, PS Vita, Xbox 360                             | [ 26 ]            |
| 2015                             | Fallout Shelter                             | Android, iOS, PC, Windows Apps, Xbox One                    | [ 26 ]            |
| 2015                             | The Peanuts Movie: Snoopy's Grand Adventure | Nintendo 3DS, PS4, Xbox 360, Xbox One, Wii U                | [ 26 ]            |
| 2018                             | Westworld                                   | Android, iOS                                                | [ 35 ]            |